# Jin a jang

Tchaj-ťi tchu (taijitu), tradiční symbol reprezentující síly Jin a Jang. Tečky opačné barvy symbolizují, že v každé ze sil se nachází i opačná síla a také že charakter dané síly záleží na pozorovateli.

Síla jin [jin] a síla jang [jank] jsou dvě spojené části jednoho celku. Z etymologického hlediska znamenají znaky jin a jang temnotu a světlo. Další symbol je rovnoprávnost.
Koncept jin – jang má původ v dávné čínské filosofii a popisuje dvě navzájem opačné a doplňující se síly, které se nacházejí v každé živé i neživé části vesmíru.
Jin (čínsky pchin-jinem yīn, znaky zjednodušené 阴, tradiční 陰), „tmavé místo, sever) je tmavší element; působí temně energicky, žensky a koresponduje s nocí. Jin je často symbolizovaný vodou a zemí.
Jang (čínsky pchin-jinem yáng, znaky zjednodušené 阳, tradiční 陽) jih) je světlejší element; působí vesele, aktivně, světle, mužsky a koresponduje se dnem. Jang je často symbolizovaný větrem a ohněm.
Jin (ženskost, temná energie síly) a Jang (mužská, světlá, tvořivá síla) jsou popisem doplňujících se opaků a nejsou absolutní – proto jakákoliv dichotomie jin a jang bude z jiné perspektivy vypadat opačně. Proto se výše uvedené pojmy k Jin a Jang neberou doslovně. Všechny síly v přírodě mají oba dva stavy a tyto stavy jsou v neustálém pohybu. Na Západě se často Jin a Jang zobrazuje nepřesně jako „zlo“ a „dobro“. Nesprávná je i interpretace symbolu ve smyslu barev – tchaj-ťi tchu nesymbolizuje černou a bílou (nebo červenou) barvu jako opak (černá není neexistence bílé), ale symbolizuje v analogii tmu a světlo. Tma odráží světlo a světlo zobrazuje tmu.

## Koncept jin - jang

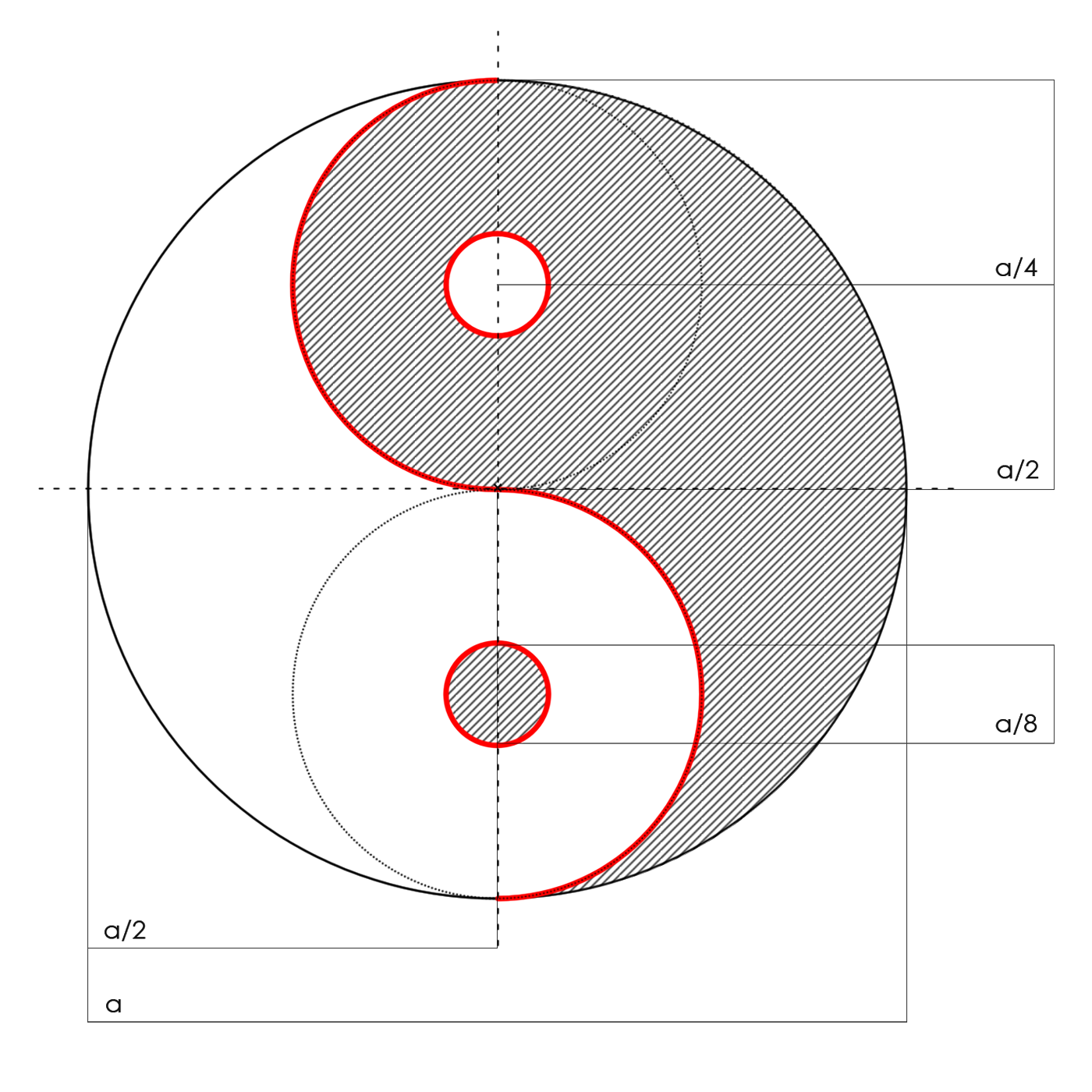
Správné geometrické vyobrazení symbolu Jin a Jang

Každá věc se dá popsat jako zároveň jin – jang.
Jin a jang se nevylučují.
Všechno má svůj opak – ne však absolutní. Žádná věc totiž není čistě jin nebo čistě jang. Každá ze sil obsahuje základ té druhé. Například zima se může změnit na léto.
Jin a jang jsou na sobě závislé.
Jedno nemůže existovat bez druhého. Den nemůže existovat bez noci.
Jin a jang se dají dále dělit na jin a jang.
Jestliže uvažujeme teplotu, jin může být chlad a jang teplo. Jang však můžeme znovu rozdělit na jin – teplo a jang – žár.
Jin a jang se navzájem podporují.
Jin a jang jsou obvykle ve stavu rovnováhy: pokud jeden naroste, druhý ustoupí. Někdy může dojít k nerovnováze: přebytek jin, přebytek jang, nedostatek jin, nedostatek jang. Takové nerovnováhy znovu tvoří pár: přebytek jin způsobí nedostatek jang a naopak.
Jin a jang se mohou navzájem měnit.
Například noc se mění na den. Tato změna je stejně jako jin a jang také relativní. Z pohledu vnějšího pozorovatele existuje noc a den na Zemi zároveň a doplňují se.
Část z jin je jang a část z jang je jin.
Malé tečky v symbolu znamenají stopy jedné síly v druhé. Například i ve tmě je světlo hvězd. Znamená to také, že absolutní extrém jedné síly se transformuje na opačný a to, že záleží na pohledu pozorovatele, zda je daná síla jin nebo jang. Například nejtěžší kámen se dá nejsnadněji rozbít.
Jin a jang do sebe organicky zapadají a jsou základem veškerých jevů. Například obraz Hory v mlze zobrazuje harmonii, která vzniká spojením jin (mlhy) a jang (hor).
Učení o jin a jang je obsažené už v knize I-ťing (Kniha proměn), kde pomocí trigramů (elementů, které se skládají z tří jin nebo jang) je vyslovená myšlenka přeměn v přírodě. Tento koncept si osvojily obě čínské filosofie, taoismus a konfucianismus. Například raně středověký konfuciánský filosof Tung Čung-šu učil: Doplňkem všech věcí je jin a jang… Principy, které jsou základem vladaře i služebníka, otce i syna, muže i ženy, jsou všechny zrozené z jin a jang. Vladař je jang a služebník je jin. Otec je jang a syn je jin. Manžel je jang a manželka je jin…
Učení o jin a jang se stalo společnou půdou, na které docházelo k značnému sbližování a vzájemnému doplňování a ovlivňování protikladných škol.